# Smodicinodes
Smodicinodes is een geslacht van spinnen uit de  familie van de Thomisidae (krabspinnen).

## Soorten
- Smodicinodes hupingensis Tang, Yin & Peng, 2004
- Smodicinodes kovaci Ono, 1993
- Smodicinodes schwendingeri Benjamin, 2002